# Jennah Karthes

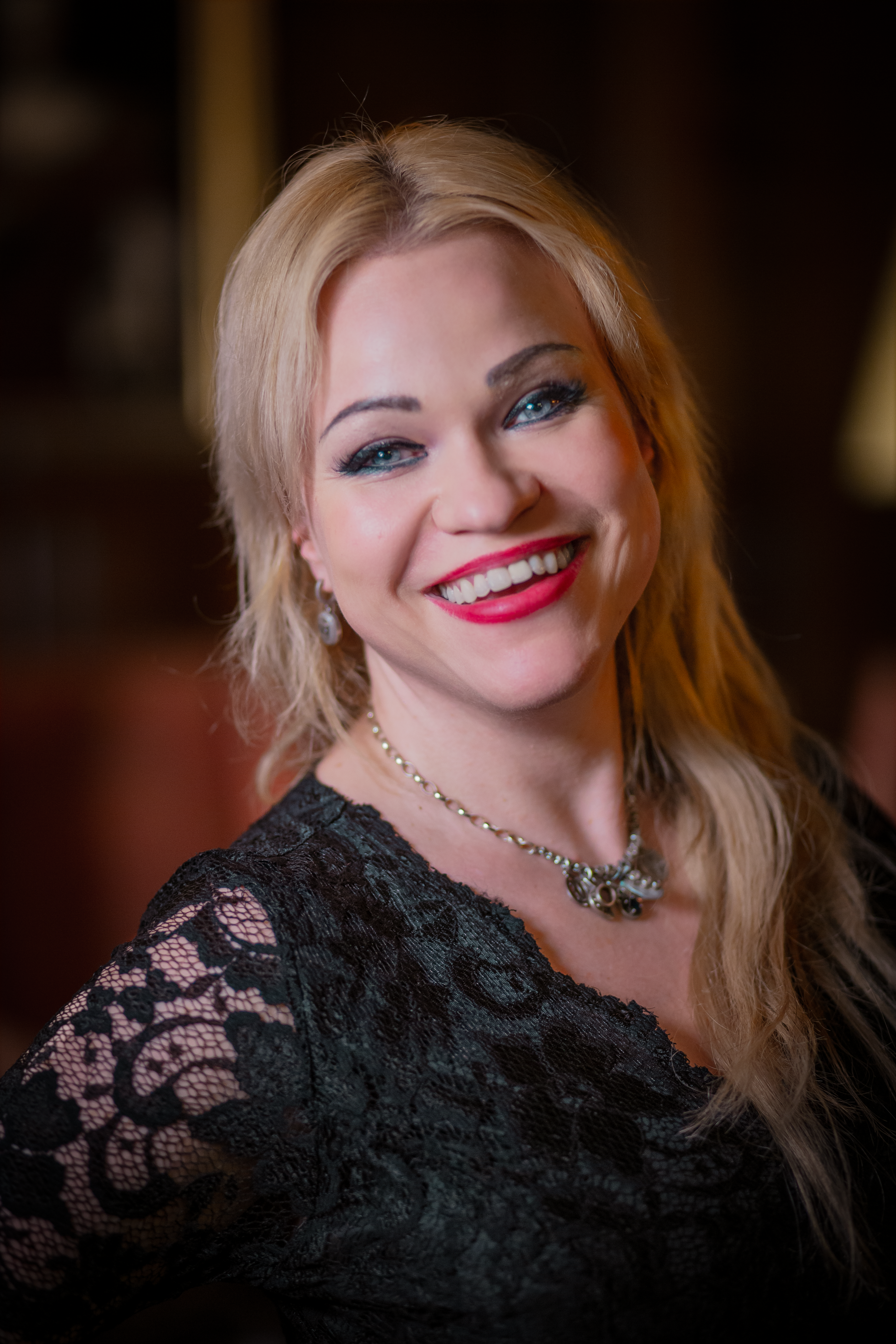
Jennah Karthes (2020)

Jennah Karthes de Branicka (* 13. April 1982 in Hagen) ist eine deutsche Schlagersängerin, Schauspielerin und Webvideoproduzentin. Sie ist außerdem als Moderatorin aufgetreten.

## Werdegang
Jennah Karthes wurde Ende der 1990er Jahre nach einem Auftritt als Heintje-Imitatorin in der Rudi Carrell Show von Olaf Malolepski entdeckt und durch ihre Beziehung zu dem Schlagersänger Christian Anders bekannt. Gemeinsam mit Anders nahm sie mehrere Gesangstitel auf, unter anderem die Duette Der Tag, an dem die Erde stillstand und Das Mädchen vom Bahnhof Zoo.
2001 wurde Karthes de Branicka zur Miss Filmfestspiele Berlin gewählt.
In den Jahren 2001 bis 2003 moderierte Karthes de Branicka für den Sender 9Live die Sendung Neun Live: Reiseclub. Es folgte die wöchentliche Quiz-Show Do it yourself, in der Karthes ein Jahr lang Heimwerkertipps präsentierte. Es folgten einige gemeinsame Fernsehauftritte mit Christian Anders, beispielsweise bei Punkt 12. Des Öfteren wurden Ausschnitte ihrer Medienauftritte in der Sendung TV Total gezeigt.
Von Anders seit Längerem getrennt, reiste Karthes nach Dubai, wo sie innerhalb von drei Wochen als erste arabischsingende Deutsche im Musikbusiness Fuß zu fassen versuchte. Dies wurde vom Fernsehsender Sat.1 für mehrere Fernsehbeiträge begleitet.
Im Juni 2008 besuchte Karthes gemeinsam mit dem Regisseur Eric Dean Hordes den Fernsehsender Kanal Telemedial während einer Live-Sendung, um den umstrittenen Fernsehunternehmer Thomas Hornauer kennen zu lernen und über ihn zu recherchieren. Nach der Recherche produzierte Hordes den frei auf Kanal Telemedial basierenden Film Der Gründer. Karthes steuerte dem Filmsoundtrack den Titelsong bei.
Im September 2013 nahm sie an der Sendung Shopping Queen in Baden-Baden teil.
2015 stand Karthes de Branicka als Christel von der Post neben Helmut Krauss in dem Film Goblin – Das ist echt Troll vor der Kamera.
Im Juli 2020 veröffentlichte Karthes gemeinsam mit dem Schlagersänger Tony Marshall den gemeinsamen Song My Schoko-Kaffee. Auf Basis des Schlagers wurde ein arabisch-englischer Werbesong für die ägyptische Kaffeebohnen-Marke Mom's Choco Cafe ausgekoppelt und von Regisseur Hordes als TV-Werbespot in Szene gesetzt. In dem in Ägypten, Jordanien und im Libanon im Fernsehen ausgestrahlten Werbespot tritt neben Karthes und Marshall der Schauspieler George Liratsis auf.
Jennah Karthes schloss sich im Jahr 2022 mit einigen Künstlern wie dem Schauspieler Wolfgang Bahro und den Sängern Chris Andrews und Cindy Berger zusammen und produzierte für die Deutsche Schlaganfall-Hilfe den Song Nur ein kleiner Funke Hoffnung.
Karthes betrieb zwischen 2020 und 2022 den YouTube-Kanal Quasselschnitte, auf dem Videos zu den Themen Klatsch und Tratsch, Mystery, Trash TV und Star Trek veröffentlicht wurden. Seit 2023 lebt sie in Dubai, wo sie einen arabischen TikTok Kanal als Influencerin führt.
Karthes galt als die Muse des Schriftstellers Klaus Fischer, mit dem sie gemeinsam die beiden Bücher Gedichte eines Eingeweihten und Ein langer Sonntagnachmittag verfasste.

## Diskographie

### Singles
- Der Tag, an dem die Erde stillstand (2001)
- Das Mädchen vom Bahnhof Zoo (2003)
- Peter Pimmel (2024)
- Verschwörungs-Song (2024)

### Alben
- Liebe ist kein Spiel (2012)
- My Schoko-Kaffee (2020)
- Es war mal Anders (2024)

## Filmografie (Auswahl)
Filme
- 2003: Martians! als Marsianerin
- 2016: Verdachtsfälle als Claudia Bergmann
- 2019: Goblin – Das ist echt Troll als Christel von der Post

Fernsehauftritte
- 2000: Zimmer frei! (Talkshow, eine Folge)
- 2001–2002: NeunLive: Reiseclub (Moderation, 60 Folgen)
- 2001–2003: NeunLive: Do it yourself (Moderation, 130 Folgen)
- 2002–2003: TV Total (fünf Folgen)
- 2002–2003: Vera am Mittag (Talkshow, drei Folgen)
- 2003: Die Jugendberaterin (Scripted Reality Format, eine Folge)
- 2002–2005: Punkt 12 (Boulevardmagazin, fünf Folgen)
- 2002–2005: Blitz (Boulevardmagazin, vierzehn Folgen)
- 2002–2006: Taff (Boulevardmagazin, acht Folgen)
- 2007: Kanal Telemedial (spiritueller Sender, eine Folge)
- 2008: Zwei bei Kallwass (Scripted Reality Format, eine Folge)
- 2010: Abenteuer Leben (Boulevardmagazin, eine Folge)
- 2013: Verdachtsfälle (Scripted Reality Format, eine Folge)
- 2013: Shopping Queen (Modemagazin, fünf Folgen)

## Werbung
- 2020: Werbegesicht von Mom's Choco Cafe